# Cantone di Aulnay-sous-Bois
Il Cantone di Aulnay-sous-Bois è una divisione amministrativa dell'arrondissement di Le Raincy.
È stato istituito a seguito della riforma dei cantoni del 2014, che è entrata in vigore con le elezioni dipartimentali del 2015.

## Composizione
Comprende il solo comune di Aulnay-sous-Bois.